# Kristianstads Grand Prix

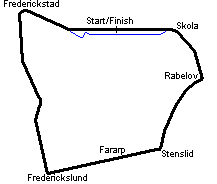
Kristianstad Circuit

Kristianstad Grand Prix, Råbelövsbanan var en tillfällig motorbana som till större delen gick på landsväg. Mest omtalat är de tre år på 1950-talet då man körde Sveriges GP, internationella tävlingar för sportvagnar. Emellertid gick den första tävlingen för motorcyklar på banan redan i september 1952. 1959 tog man över titeln Sveriges Grand Prix för motorcyklar från Hedemora. 1961 kördes det sista Grand Prix-loppet på banan.

## Historia
1951 började SMK Kristianstad leta efter en ny bana att ersätta den vid Skepparslöv för sitt årliga TT-lopp för motorcyklar. Den drivande kraften till att det blev motortävlingar vid Råbelöv var taxiägaren Johan "Jocke" Lindström. 
Godsägaren Douglas Kennedy var välvilligt inställd och upplät sin mark för byggandet av en bana - under förutsättning att överskottet från tävlingarna skulle gå till byggandet av ett ålderdomshem i Fjälkestad. Halva banan var allmän landsväg, men den enkla körvägen runt Råbelövs marker fick byggas upp till acceptabel körväg och ytlagret bestod av oljegrus. Den 14 september 1952 kördes så det första Skåneloppet på banan.
Ett par år senare besöktes tävlingarna av funktionärer från Kungliga Automobil Klubben för att kontrollera om det kunde hållas sportvagnstävlingar på banan. Med hjälp av Johan Lindström, som arbetade hårt för att engagera internationella motorstjärnor och Prins Bertil som ordnade kontakt med flera stall i Europa, bland andra Aston Martin, Ferrari, Maserati och Mercedes-Benz, vilka visade stort intresse för att tävla i Sverige, hade man 1955 klart med arrangemanget för att kunna hålla ett GP på den nu 6 537 meter långa banan. KAK gick in och breddade banan, byggde upp en bandepå, byggde på sekretariatet, kompletterade med ett speakertorn samt byggde läktare. Dessutom asfalterades hela sträckan. 
7 augusti 1955 var det så dags för den första sportvagnstävlingen. 
Flera av de stora stallen och dåtidens bästa förare var på plats tillsammans med c:a 80 000 åskådare, vilket är ett svenskt publikrekord. Starten skedde genom en klassisk "Le Mans-start" vilket innebar att förarna fick springa över banan till de uppställda bilarna och starta dem när signalen ljöd. Huvudtävlingen vanns av Juan Manuel Fangio i en Mercedes-Benz 300 SLR med stallkamraten Stirling Moss på andra plats. Bäste svensk blev Erik Carlsson från Persberg på åttonde plats.
Den lyckade bilpremiären gjorde att tävlingen året efter fick ersätta Le Mans som en av de fem deltävlingarna i sportvagns-VM. Det innebar att tävlingen skulle köras över 1000km och att det behövdes två förare per bil. Nu kom verkligen alla de stora stallen och förarna. Tävlingen den 12 augusti 1956 var den sista i mästerskapet och i och med segern för Maurice Trintignant och Phil Hill kunde Ferrari säkra mästerskapet. Bästa svenska ekipage var John Kvarnström och Erik "Ockelbo" Lundgren i en Ferrari 750 Monza på fjärde plats.
Sveriges Grand Prix var kvar på VM-kalendern 1957. Huvudtävlingen den 11 augusti skulle den här gången gå som en sextimmarstävling, så den kom att bli lite kortare än under fjolåret. Maseratis Stirling Moss och Jean Behra vann med en Maserati 450S. Stallet kom dock att förlora kampen om mästerskapet till ärkerivalen Ferrari. Bäste svensk blev Joakim Bonnier på tredje plats, som delade en Maserati 300S med Giorgio Scarlatti. Deras bil togs dock över av stallets toppförare Harry Schell och Moss.1957 blev det sista året med bilar på banan.
Råbelövsbanan användes främst till motorcykeltävlingar och världens stora motorcykelförare körde här under åren 1952-1961, då banan var värd för sju TT-lopp. Helgen 16-17 september 1961 kördes de sista tävlingarna på banan med 110 deltagare från 19 nationer och året därpå, i maj 1962, utauktionerades all utrustning från banan. 

## Vinnare, Kristianstads GP (bilar)
| År   | Förare                        | Bil                   |
| ---- | ----------------------------- | --------------------- |
| 1955 | Juan Manuel Fangio            | Mercedes-Benz 300 SLR |
| 1956 | Maurice Trintignant Phil Hill | Ferrari 290 MM        |
| 1957 | Jean Behra Stirling Moss      | Maserati 450S         |

Banrekordet innehas av Jean Behra från 1957: 167.021 km/h

## Vinnare, Kristianstads GP (mc)
| År   | 125 cc            | 250 cc        | 350cc             | 500cc        |
| ---- | ----------------- | ------------- | ----------------- | ------------ |
| 1961 | Luigi Taveri      | Mike Hailwood | František Šťastný | Gary Hocking |
| 1959 | Tarquinio Provini | Gary Hocking  | John Surtees      |              |

## Nostalgi
12-15 juli 1995 hölls en minnesparad/jubileumstävling med anledning av 40-årsjubileet arrangerat av Nordskånes Fordonsveteraner och Kristianstadsdagarna. Under denna minnesdag restes det även en minnesskylt strax intill där banan låg.